# Omias
Omias är ett släkte av skalbaggar som beskrevs av Silfverberg 1977. I den svenska databasen Dyntaxa används istället namnet Omiamima. Omias ingår i familjen vivlar.

## Dottertaxa tillOmias, i alfabetisk ordning[1][2]
- Omias aenescens
- Omias albolineatus
- Omias albovittatus
- Omias albus
- Omias alpinus
- Omias angustulus
- Omias asiaticus
- Omias austriacus
- Omias biharicus
- Omias bisignatus
- Omias bohemani
- Omias brandisi
- Omias brunnipes
- Omias castilana
- Omias castilianus
- Omias chevrolati
- Omias circassicus
- Omias companyonis
- Omias concinnus
- Omias crinitus
- Omias cypricus
- Omias dubius
- Omias ebeninus
- Omias elongatus
- Omias erynaceus
- Omias ferrugineus
- Omias formaneki
- Omias forticornis
- Omias fulgidus
- Omias fuscipes
- Omias ganglbaueri
- Omias gattereri
- Omias geminatus
- Omias globosus
- Omias globulus
- Omias glomeratus
- Omias glomulus
- Omias gracilipes
- Omias gracilis
- Omias grandicornis
- Omias gravidus
- Omias haematopus
- Omias haifensis
- Omias hanaki
- Omias hemisphaericus
- Omias heydeni
- Omias hirsutulus
- Omias holosericeus
- Omias illotus
- Omias indigens
- Omias indutus
- Omias interruptopunctatus
- Omias interrupto-punctatus
- Omias inustus
- Omias kenyae
- Omias krajniki
- Omias latirostris
- Omias leonhardi
- Omias lepidotus
- Omias lithargyreus
- Omias mandibularis
- Omias marqueti
- Omias maurulus
- Omias metallescens
- Omias micans
- Omias mingrelicus
- Omias moczarskii
- Omias mollicomus
- Omias mollinus
- Omias montanus
- Omias myrmex
- Omias neglectum
- Omias nitidus
- Omias oblongus
- Omias parvulus
- Omias pellucidus
- Omias pruinosus
- Omias puberulus
- Omias punctirostris
- Omias raymondi
- Omias rotundatus
- Omias ruficollis
- Omias rufipes
- Omias rufulipes
- Omias rugicollis
- Omias rutilus
- Omias scabripennis
- Omias seminolum
- Omias seminulum
- Omias sericeus
- Omias sphaericus
- Omias sphaeroides
- Omias stanleyi
- Omias strigifrons
- Omias subnitidus
- Omias sulcifrons
- Omias swaneticus
- Omias talyschensis
- Omias tener
- Omias tessellatus
- Omias validicornis
- Omias waterhousei
- Omias vaulogeri
- Omias ventricosus
- Omias ventrosus
- Omias verruca
- Omias verrucula
- Omias vestitus
- Omias viertli
- Omias villosulus
- Omias villosus